# São Salvador (Santarém)
Pour les articles homonymes, voir São Salvador.
São Salvador, officiellement Santarém (São Salvador), est une ancienne freguesia portugaise située dans le District de Santarém.
Avec une superficie de 11,86 km2 et une population de 9 211 habitants (2001), la paroisse possède une densité de 776,5 hab/km2.

## Histoire
La loi no 11-A/2013 du 28 janvier 2013, portant réorganisation administrative du territoire des freguesias, fusionne São Salvador avec les paroisses voisines de Marvila, Santa Iria da Ribeira de Santarém et São Nicolau pour former l’União das Freguesias de Marvila, Santa Iria da Ribeira de Santarém, São Salvador e São Nicolau, dont le siège est à São Salvador. En 2017, la nouvelle paroisse prend le nom d’União de Freguesias da cidade de Santarém.